# Diócesis de Orlu
La diócesis de Orlu (en latín: Dioecesis Orluana y en inglés: Roman Catholic Diocese of Orlu) es una circunscripción eclesiástica de la Iglesia católica en Nigeria. Se trata de una diócesis latina, sufragánea de la arquidiócesis de Owerri. Desde el 25 de marzo de 2008 su obispo es Augustine Tochukwu Ukwuoma.

## Territorio y organización
La diócesis tiene 929 km² y extiende su jurisdicción sobre los fieles católicos de rito latino residentes en parte del estado de Imo.
La sede de la diócesis se encuentra en la ciudad de Orlu, en donde se halla la Catedral de la Santísima Trinidad.
En 2021 en la diócesis existían 189 parroquias.

## Historia
La diócesis fue erigida el 29 de noviembre de 1980 con la bula Nuperius quidem del papa Juan Pablo II, obteniendo el territorio de la diócesis de Owerri (hoy arquidiócesis).
Originariamente sufragánea de la arquidiócesis de Onitsha, el 26 de marzo de 1994 pasó a formar parte de la provincia eclesiástica de Owerri.

## Estadísticas
Según el Anuario Pontificio 2022 la diócesis tenía a fines de 2021 un total de 1 200 000 fieles bautizados.
| Año                                                                             | Población            | Población | Población      | Sacerdotes | Sacerdotes    | Sacerdotes    | Bautizados por sacerdote | Diáconos permanentes | Religiosos | Religiosos | Parroquias |
| Año                                                                             | Bautizados católicos | Total     | % de católicos | Total      | Clero secular | Clero regular | Bautizados por sacerdote | Diáconos permanentes | Varones    | Mujeres    | Parroquias |
| ------------------------------------------------------------------------------- | -------------------- | --------- | -------------- | ---------- | ------------- | ------------- | ------------------------ | -------------------- | ---------- | ---------- | ---------- |
| 1990                                                                            | 645 000              | 867 000   | 74.4           | 95         | 89            | 6             | 6789                     |                      | 11         | 63         | 45         |
| 1999                                                                            | 524 385              | 875 316   | 59.9           | 177        | 165           | 12            | 2962                     |                      | 20         | 86         | 87         |
| 2000                                                                            | 528 915              | 881 394   | 60.0           | 169        | 157           | 12            | 3129                     |                      | 21         | 98         | 90         |
| 2001                                                                            | 535 614              | 881 385   | 60.8           | 183        | 171           | 12            | 2926                     |                      | 21         | 204        | 97         |
| 2002                                                                            | 548 462              | 881 385   | 62.2           | 201        | 187           | 14            | 2728                     |                      | 31         | 109        | 104        |
| 2003                                                                            | 549 765              | 900 078   | 61.1           | 223        | 210           | 13            | 2465                     |                      | 30         | 114        | 108        |
| 2004                                                                            | 562 837              | 881 385   | 63.9           | 240        | 219           | 21            | 2345                     |                      | 42         | 111        | 112        |
| 2013                                                                            | 817 000              | 1 168 000 | 69.9           | 224        | 216           | 8             | 3647                     |                      | 13         | 145        | 160        |
| 2016                                                                            | 1 355 475            | 1 707 387 | 79.4           | 256        | 239           | 17            | 5294                     |                      | 18         | 119        | 170        |
| 2019                                                                            | 1 483 700            | 1 869 000 | 79.4           | 312        | 283           | 29            | 4755                     |                      | 33         | 197        | 183        |
| 2021                                                                            | 1 200 000            | 1 751 220 | 68.5           | 337        | 308           | 29            | 3560                     |                      | 30         | 166        | 189        |
| Fuente: Catholic-Hierarchy, que a su vez toma los datos del Anuario Pontificio. |                      |           |                |            |               |               |                          |                      |            |            |            |

## Episcopologio
- Gregory Obinna Ochiagha † (29 de noviembre de 1980-25 de marzo de 2008 retirado)
- Augustine Tochukwu Ukwuoma, desde el 25 de marzo de 2008